# Shudy Camps
Shudy Camps är en ort och civil parish i Storbritannien.   Den ligger i distriktet South Cambridgeshire i grevskapet Cambridgeshire i riksdelen England, i den sydöstra delen av landet, 70 km nordost om huvudstaden London. Shudy Camps ligger 117 meter över havet och antalet invånare är 310.
Terrängen runt Shudy Camps är huvudsakligen platt. Shudy Camps ligger uppe på en höjd. Runt Shudy Camps är det ganska tätbefolkat, med 199 invånare per kvadratkilometer. Närmaste större samhälle är Haverhill, 5,2 km öster om Shudy Camps. Trakten runt Shudy Camps består till största delen av jordbruksmark.